# Howea belmoreana
Howea belmoreana ist eine auf eine auf der australischen Lord-Howe-Insel endemische Palmenart aus der Gattung Howea.

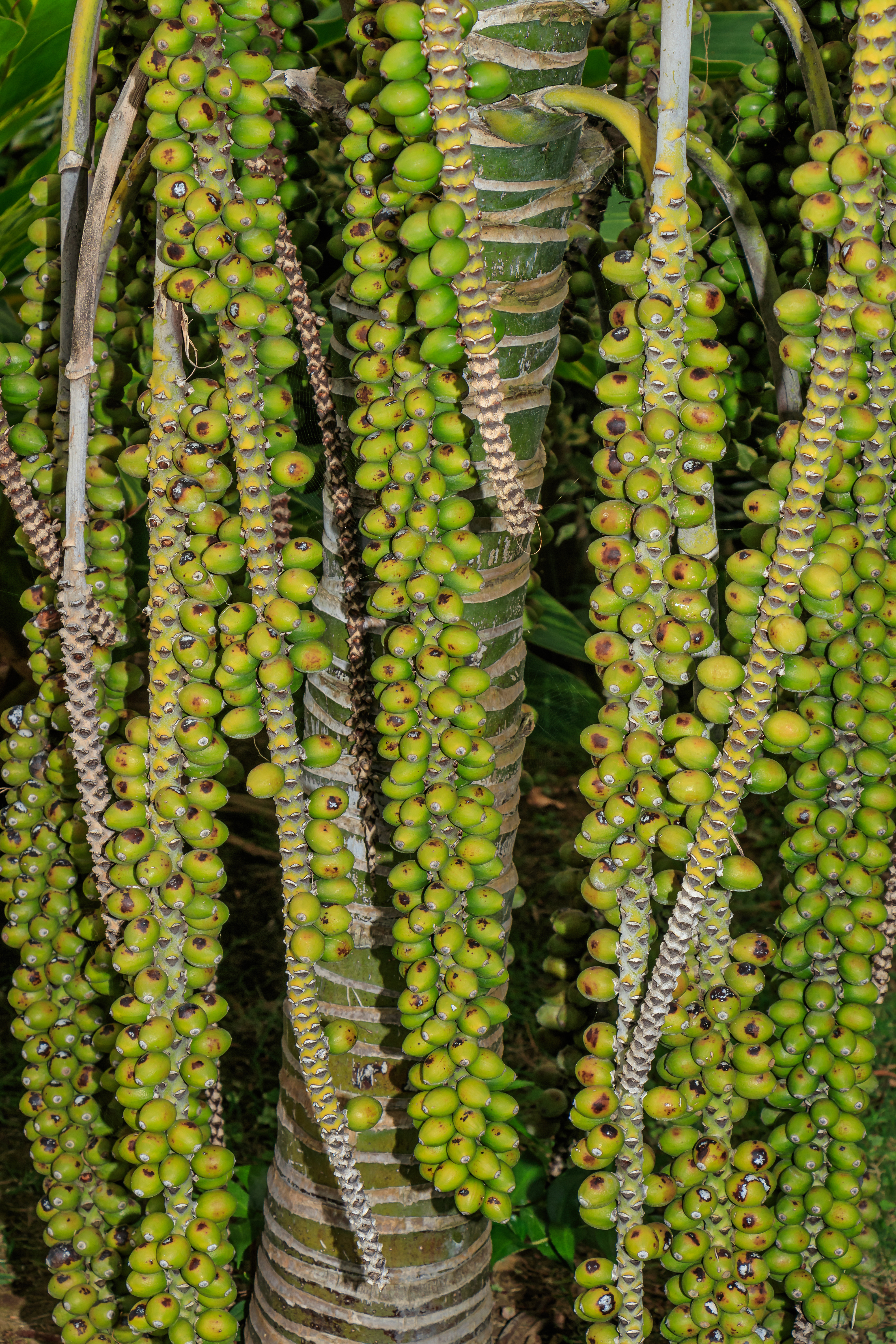
Fruchtstand

## Merkmale
Ausgewachsene Exemplare erreichen eine Stammhöhe von 12 m bei einem Durchmesser von 15 cm. Der Stamm ist hellbraun bis grau, die Basis ist leicht angeschwollen. Der Stamm ist dicht mit dunklen Blattnarben-Ringen besetzt.
Die Blattkrone ist 3 m breit und 2,4 m hoch, voll und rund. Die Blätter sind 2,1 bis 3 m lang, die jüngeren sind stark gebogen und bilden fast einen Halbkreis. Die Blattstiele sind 0,9 m lang und stark gebogen. Die Fiederblättchen sind dunkelgrün und 0,9 bis 1,2 m lang. Sie stehen von der Rhachis in einem 45°-Winkel ab, wodurch das gesamte Blatt deutlich V-förmig ist.
Die Blatt-Epidermis ist dünnwandig und glatt. Die Nebenzellen der Stomata haben nur leicht verdickte Wände, ihr Zell-Lumen ist nicht eingeengt. Ein Palisadenparenchym fehlt. Es gibt wenige Fasern, diese sind nicht auffällig mit der adaxialen Hypodermis aus großen Zellen verbunden.
Die Früchte sind rund 5 cm groß, eiförmig und zur Reife braun bis rotbraun.

## Verbreitung und Ökologie
Howea belmoreana ist endemisch auf der australischen Lord-Howe-Insel. Sie kommt hier nur auf neutralen oder sauren Böden vor. Die Art kommt auf der ganzen Insel vor, wird jedoch mit größerer Höhe häufiger, im Gegensatz zu ihrer Schwesterart, Howea forsteriana, die vor allem im Tiefland vorkommt.
Howea belmoreana blüht etwa sechs Wochen nach Howea forsteriana. Männliche und weibliche Blüten blühen gleichzeitig.

## Systematik
Howea belmoreana wurde 1870 von Charles Moore und Ferdinand von Mueller in Fragmenta Phytographiae Australiae... Band 7 Teil 54 Seite 99 als Kentia belmoreana erstbeschrieben. 1877 wurde die Art von Odoardo Beccari in Malesia [Edited by Beccari, Odoardo] Band 1 Seite 66 in die Gattung Howea überstellt.
Das Art-Epitheton belmoreana bezieht sich auf einen australischen Gouverneur Belmore.
Die beiden Schwester-Arten Howea belmoreana und Howea forsteriana haben sich erst nach Entstehen der Lord-Howe-Insel voneinander getrennt. Die beiden Arten sind voneinander reproduktiv isoliert. Sie gelten als Beispiel für sympatrische Artbildung.

## Nutzung
Howea belmoreana ist eine der langlebigsten Zimmerpflanzen unter den Palmen. Besonders Jungpflanzen vertragen auch wenig Licht und Vernachlässigung. Im Freien kann sie in den USDA-Klimazonen 10 und 11 angepflanzt werden.

## Belege
1. 1 2 3 4 5  Robert Lee Riffle, Paul Craft: An Encyclopedia of Cultivated Palms, 4. Auflage, Timber Press, Portland 2007, ISBN 978-0-88192-558-6, S. 349f.
2. ↑  P. Barry Tomlinson, James W. Horn, Jack B. Fisher: The Anatomy of Palms – Arecaceae – Palmae. Oxford University Press, Oxford 2011, S. 232, ISBN 978-0-19-955892-6
3. 1 2 3  Vincent Savolainen, Marie-Charlotte Anstett, Christian Lexer, Ian Hutton, James J. Clarkson, Maria V. Norup, Martyn P. Powell, David Springate, Nicolas Salamin, William J. Baker: Sympatric speciation in palms on an oceanic island. Science, 2006, Band 441, S. 210–213. doi:10.1038/nature04566; (PDF, 291 kB) (Memento des Originals vom 24. August 2007 im Internet Archive)  Info: Der Archivlink wurde automatisch eingesetzt und noch nicht geprüft. Bitte prüfe Original- und Archivlink gemäß Anleitung und entferne dann diesen Hinweis.
4. ↑  Howea belmoreana in der World Checklist of Selected Plant Families, abgerufen am 4. Juni 2015.